# Гёдике, Роберт Андреевич
Роберт Андреевич Гёдике (нем. Robert Gödicke, 9 февраля [21 февраля] 1829 год, Санкт-Петербург, Российская империя — 19 февраля [4 марта] 1910 год, там же) — русский архитектор немецкого происхождения, мастер эклектического историзма, академик и профессор Императорской Академии художеств.

## Биография
Родился в Санкт-Петербурге; сын аптекаря Готлиба Даниэля (Андрея Степановича) Гёдике (1793–1861). По окончании курса в Петришуле поступил в 1846 году учеником в Императорскую Академию художеств, в которой ближайшим его наставником был профессор А. П. Брюллов.
Окончив курс в 1852 году, Гёдике вскоре отправился в заграничное путешествие; занимался изучением памятников зодчества в Германии, Англии, Франции и Италии и, по возвращении в Петербург, был за чертежи и рисунки удостоен в 1857 году звания академика. В 1864 году, за проект театра на 2000 зрителей (хранящийся ныне в архитектурном музее АХ), получил звание профессора, а в следующем году вступил в число преподавателей академии художеств. Впоследствии Гёдике занимал пост ректора архитектурного отдела АХ — с 1891 по 1894 годы. В конце 1890-х годов служил инспектором строительной части и главным архитектором Ведомства учреждений императрицы Марии.
Р. А. Гёдике принимал участие в постройке профессором Г. Э. Боссе дворцов в Знаменке, близ Петергофа, (1852—1853), в Михайловке, близ Стрельны (1856—1859), служил архитектором, членом и председателем различных строительных комитетов; так, с 1867 года состоял членом техническо-художественного комитета при инспекции Исаакиевского собора в Санкт-Петербурге, и с 1885 по 1891 год участвовал, в качестве члена, в комиссии по постройке краткосрочной тюрьмы («Кресты») на Выборгской стороне в Санкт-Петербурге.
С 1893 по 1896 год на углу Большого проспекта Васильевского острова и 13-й линии занимался возведением нового корпуса Елизаветинского института с церковью во имя Святого Спиридона Тримифунтского, которая располагалась на верхнем этаже здания.
Умер 19 февраля (4 марта) 1910 года в Петербурге; похоронен на Волковском лютеранском кладбище (XIX уч., близ Еврейской дорожки).

## Наиболее известные постройки
Практическая архитектурная деятельность Гёдике выразилась во множестве произведенных им построек, из которых важнейшие:
- Елизаветинская детская больница — Набережная р. Фонтанки д.152
- Еленинский повивальный институт (старое здание) — Набережная р. Фонтанки д.148
- Лазарет при Мариинском женском институте — Кирочная улица д.54
- Центральное училище технического рисования барона Штиглица (здание построено Р. А. Гёдике совместно с профессором А. И. Кракау) — Соляной переулок д.13
- Клинический институт великой княгини Елены Павловны — Кирочная улица д.41
- «Александровская коллегия» (общежитие студентов С.-Петербургского университета) — Филологический переулок д.3
- Славянский пивомедоваренный завод — Свердловская набережная д.34
- Особняк князя Ф. И. Паскевича — Английская набережная д.8
- Особняк графа В. П. Орлова-Давыдова — Улица Чайковского д.27
- Особняк В. Л. Нарышкина — Улица Чайковского д.29
- Здание Ксениинского института — Площадь Труда д.4
- Жилой дом для рабочих т-ва Российско-Американской резиновой мануфактуры — Нарвский проспект д.11
- Детская больница святого Владимира, совместно с Н. А. Тютюновым — Москва, Рубцовско-Дворцовая улица, 1/3.
- Особняк Бракгаузен (перестройка, 1823) — набережная Лейтенанта Шмидта, д. 3, лит. А[3][4].
- Здание ремесленного училища графа Орлова-Давыдова, 1905 г. — г. Ульяновск, ул. Набережная реки Свияги, 158[5]
- Здание доходного дома графа Алексея Орлова-Давыдова — г. Москва, ул. Никольская 12

## Галерея

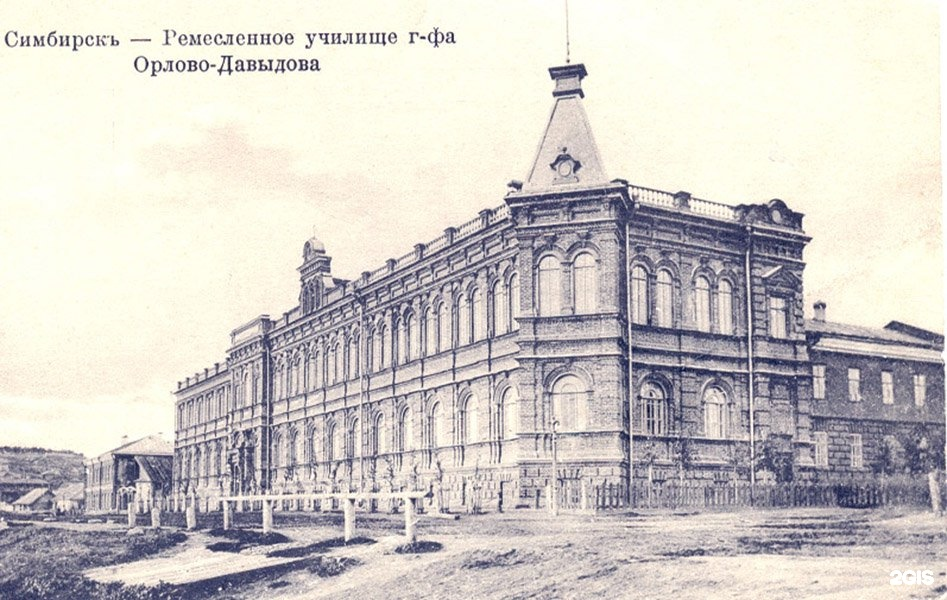
Ремесленное училище графа Орлова-Давыдова. Симбирск. Фото 1905 г.
Памятная доска на здании техникума.
Памятная доска на здании техникума.
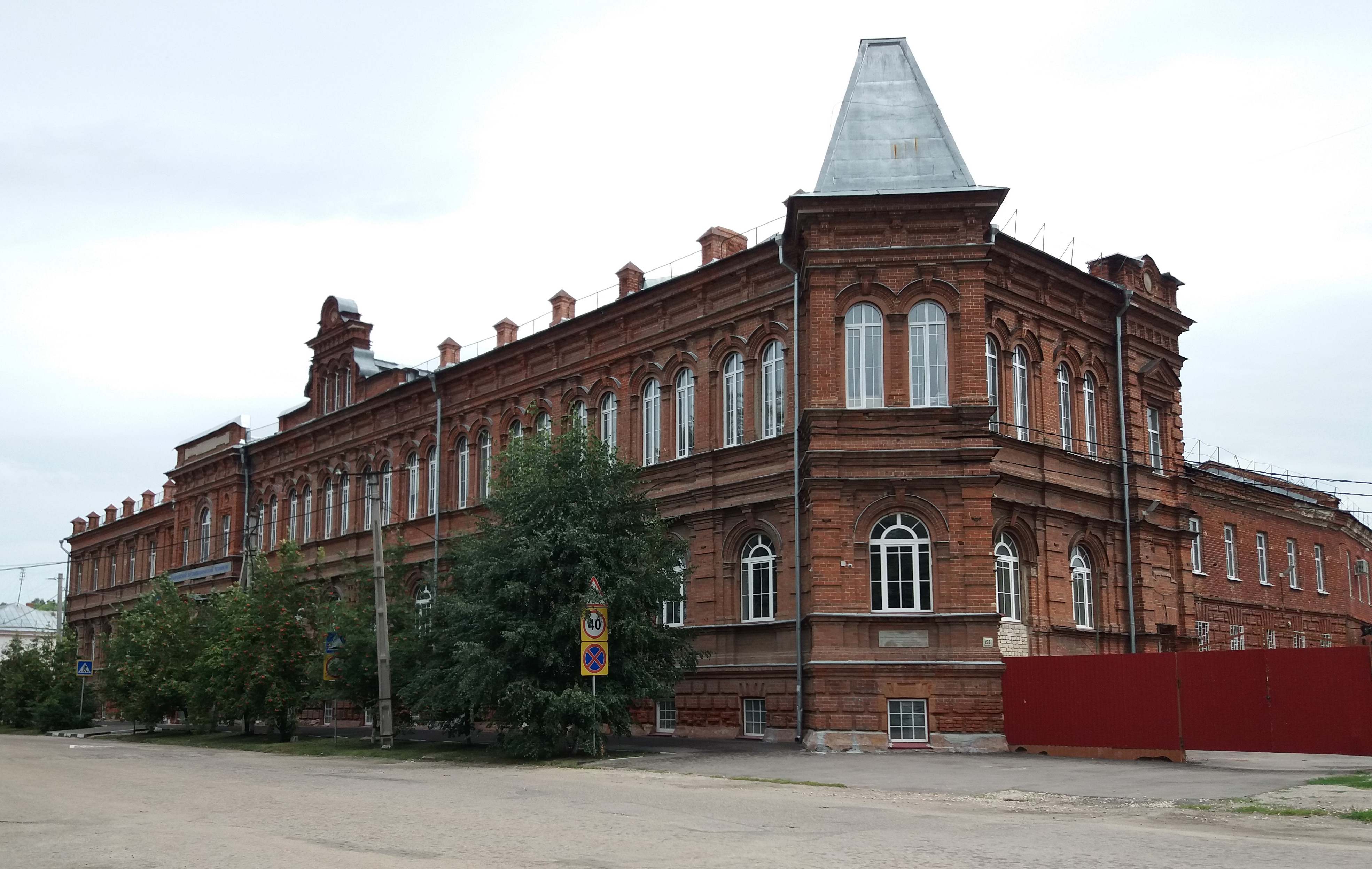
Современное фото здания ремесленного училища, ныне Ульяновский автомеханический техникум.